# Wir Modernen
Wir Modernen (Originaltitel: We Moderns) ist eine US-amerikanische Stummfilmkomödie aus dem Jahr 1925 von James Francis Dillon mit Colleen Moore und Jack Mulhall in den Hauptrollen. Das Drehbuch basiert auf dem Roman We Moderns; a Post-War Comedy in Three Movements von Israel Zangwill. Den Verleih übernahm First National.

## Handlung
Mary Sundale ist Mitglied einer Londoner Clique, die sich „Wir Modernen“ nennt und den Viktorianismus der Gesellschaft verachtet. Marys Eltern wiederum haben nichts als Verachtung für die Lebensweise der jüngeren Generation übrig. Mary wird von John Ashler, einem vernünftigen jungen Bauingenieur, umworben, aber sie bildet sich ein, in einen poetischen Schwindler namens Oscar Pleat verliebt zu sein, einen verheirateten Mann, der sich als Gottes Geschenk an die Frauen sieht. 
Im Laufe einer Schatzsuche betritt Mary Pleats Räume, wird aber von John gerettet. Sie bleibt jedoch weiterhin mit Pleat verbunden. Während einer Jazzparty an Bord eines Zeppelins versucht Pleat, ihr seine Aufmerksamkeit aufzuzwingen, aber Mary entkommt, nachdem ein Flugzeug in das Luftschiff stürzt. Mary ist froh, in Johns Arme zu fallen und gibt zu, dass ihre Eltern recht hatten.

## Hintergrund
Die Premiere des Films fand am 15. November 1925 statt.
Da keine Kopien der sieben Filmrollen existieren, gilt der Film als verschollen.

## Kritiken
Mordaunt Hall von der The New York Times befand, die Mätzchen der eigensinnigen Heldin spreche offensichtlich das jüngere weibliche Element der Zuschauer an, denn jedes Mal, wenn Mary Sundale die älteren Personen überlistete, brach Gelächter aus. Dieses Merkmal sei nie wirklich ärgerlich, aber es sei häufig sehr albern. Über die Schauspielerei könne man nicht viel sagen. Sie werde den ausgelassenen Situationen, die den ganzen Film durchziehen und an die man sich wahrscheinlich später kaum noch erinnern werde, gerade so gerecht.